# Ermenberga
Ermenberga o Ermemberga (fines del siglo VI - después del 607),
princesa visigoda, hija de Viterico. 

## Vida
En el año 607 fue pedida en matrimonio por Thierry o Teoderico II, rey de los borgoñones, quien manifestó el deseo de que este enlace fuese prenda de duradera paz entre ambos pueblos. Viterico, que no dejaba de abrigar alguna inquietud acerca del modo como sus vecinos habían visto su elevación, acogió solícito una proposición que tanto halagaba su vanidad y se apresuró a contestar satisfactoriamente. 
Ermemberga partió para Borgoña con los embajadores del borgoñón, llevando un magnífico séquito, pero poco tiempo había de permanecer al lado de su marido.
«Los embajadores presentaron la princesa al rey, en Chalon, y fue recibida con grandes honores y testimonios 
particulares de afecto y de cariño; pero Brunegilda, que no había podido impedir esta negociación, halló medio para neutralizar su efecto en un tiempo en que todos, a no ser ella, lo habrían creído imposible. Hizo nacer incidentes que retardaron la celebración de las bodas, y luego, atrayendo a su bando a la hermana del rey, Teudelana, que tenía gran influencia en su hermano, se sirvió de ella para disgustar al rey de la princesa.»
Ya fuese, pues, que Ermemberga careciese de belleza, ya que tuviese algún defecto físico o moral exagerado sin cesar, ya, en fin, por otra causa que los escritores de la época atribuyen a haberse dado hierbas a Teodorico II, es lo cierto que Brunegilda y Teudelana cambiaron de tal modo el ánimo del rey respecto de ella, que por espacio de un año fue retardando el matrimonio, hasta que por fin la envió otra vez a Hispania, cometiendo además la indignidad de no restituirle su dote. 
Indignado Viterico por semejante afrenta, se alió con Clotario II, Teodeberto II, rey de Austrasia, y con Agilulfo, rey de los longobardos. Sus ejércitos combinados habían de apoderarse de Borgoña, que ellos habrían dividido entre sí, pero Teoderico II logró apartar a su hermano Teodeberto II de la coalición, ofreciéndole mejores condiciones que las que el tratado le procuraba. La defección de Teodeberto II originó desconfianza entre los demás príncipes, y la coalición quedó sin efecto.
- Datos: Q3731965